# Удалой испанец
«Удалой испанец» (исп. El gallardo espanol) — комедия испанского писателя Мигеля де Сервантеса, опубликованная в 1615 году в составе сборника «Восемь комедий и восемь интермедий, новых, ни разу не представленных на сцене». Время её написания неизвестно: разные исследователи относят создание пьесы к 1581, 1594, 1604, 1605 или 1606 году.
В основу сюжета легли личные впечатления автора, который провёл несколько лет в плену у алжирских пиратов. Пьеса рассказывает об обороне испанцами африканских крепостей Оран и Масалкивир в 1563 году, причём на фоне реальных исторических событий развивается вымышленная история любви. Важным источником материала для Сервантеса стали испанские «пограничные» романсы, рассказывающие о контактах христиан с мусульманами во время Реконкисты.